# Stéphane Thebaut
Stéphane Thebaut, né le 14 janvier 1963 à Saint-Brieuc, est un journaliste et animateur de télévision français.
Après avoir été voix-off pendant quelques années, il anime plusieurs émissions sur différentes chaînes nationales et thématiques. De 2003 à 2020, il anime le magazine de décoration Question Maison sur France 5, devenu La Maison France 5 en 2010.

## Biographie
Né le 14 janvier 1963 à Saint-Brieuc dans les Côtes-d'Armor, Stéphane Thebaut est journaliste de formation. Il commence sa carrière en faisant des voix off pour des émissions de télévision, des publicités et des films institutionnels. De 1984 à 1990, il est animateur sur diverses radios, dont RFM et Kiss FM.
Il fait ensuite ses débuts à la télévision sur France 3 Ouest en tant que producteur et animateur de l'émission Gens d'Ouest. En 1998, il part sur la chaîne Régions où il travaille sur plusieurs émissions comme Les petits reporteurs du monde, Le bureau des bonnes nouvelles, Régions d'Europe, dont le point commun est la découverte des gens dans leur environnement.
En 1999, il devient chroniqueur dans l'émission de Jean-Pierre Pernaut, Combien ça coûte ? sur TF1. L'année suivante, il intègre également l'équipe de Christophe Dechavanne dans la reprise de Ciel, mon mardi !.
En 2002, il réintègre le service public avec le magazine Audience privée, qu'il présente pendant deux ans sur France 2. Au cours de l'été 2004, il remplace Alexandre Delpérier à la tête de l'émission DKP sur RMC Info. De septembre 2003 à juin 2005, il présente le jeu Tout vu tout lu sur France 2, avant d'être remplacé par Marie-Ange Nardi. De 2002 à 2004, il est la voix off du jeu La Cible sur France 2.[réf. nécessaire]
De 2003 à 2020, il anime le magazine Question Maison sur France 5, devenu La Maison France 5 en septembre 2010 et consacré à la décoration et à l'aménagement intérieur.
À partir de la rentrée 2007, il présente À nous la République, un jeu mensuel de La Chaîne parlementaire.
En 2009, Stéphane Thébaut parraine la franchise « La Maison des Travaux » et présente l'unique épisode de l'émission de téléréalité Politique à domicile, diffusé sur Dailymotion.
Il s'est installé sur les bords du lac d'Annecy (Haute-Savoie).
À partir du 16 avril 2021, il rejoint la chaîne C8 , il anime le magazine M comme Maison avec Tania Bruna-Rosso, arrêtée en 2022, faute d'audience.
En 2023, il anime l'émission Notre forêt demain sur C8.